# 支撑函数
在数学领域内，{\displaystyle \mathbb {R} ^{n}}的一个非空的闭凸子集{\displaystyle A}的支撑函数{\displaystyle h_{A}}，描述了从{\displaystyle A}的支撑超平面（supporting hyperplane）到原点的距离。{\displaystyle h_{A}}是{\displaystyle \mathbb {R} ^{n}}上的一个凸函数。任意一个非空的闭凸子集都可以由它的支撑函数唯一确定。进一步地，{\displaystyle h_{A}}作为集合{\displaystyle A}上的函数，与这个集合上许多几何变换是相容的，比如伸缩变换、平移变换、旋转变换以及闵可夫斯基和。因为具有这些性质，支撑函数是凸分析或凸几何中最基础与重要的概念。

## 定义
{\displaystyle \mathbb {R} ^{n}}的非空闭凸子集{\displaystyle A}的支撑函数是：
{\displaystyle h_{A}:\mathbb {R} ^{n}\rightarrow \mathbb {R} :x\mapsto \sup\{x\cdot a:a\in A\}}，其中{\textstyle x\in \mathbb {R} ^{n}}
下面的性质并不要求集合A是闭且凸的：在{\displaystyle h_{A}(x)}有界时，集合{\displaystyle \{u\in \mathbb {R} ^{n}:u\cdot x\leq h_{A}(x)\}}表示最小的包含A的闭的半空间（half-space）；进一步地，集合{\displaystyle {\mathcal {H}}_{x}=\{u\in \mathbb {R} ^{n}:u\cdot x=h_{A}(x)\}}就是A的支撑超平面（supporting hyperplane）。
原点到A的支撑超平面的距离{\displaystyle d_{{\mathcal {H}}_{x}}(0)}满足这样的关系：{\displaystyle d_{{\mathcal {H}}_{x}}(0)={\frac {h_{A}(x)}{|x|}}}。取x 的模为1 就利用A的支撑函数描述了A的支撑超平面到原点的距离。

## 例子
- 单点集的支撑函数：{\textstyle A=\{a\}}，{\textstyle h_{A}(x)=x\cdot a}
- 单位球的支撑函数：{\textstyle B_{1}=\{x\in \mathbb {R} ^{n}:|x|\leq 1\}}，{\displaystyle h_{B_{1}}(x)=|x|}
- 取A为从a到-a的线段，则有：{\displaystyle h_{A}=|x\cdot a|}

## 引用
1. ↑  Bauschke, Heinz H; Combettes, Patrick L. . Springer New York Dordrecht Heidelberg London: Springer. 2011: 109. ISBN 978-1-4419-9466-0.